# Шуя (приток Сяси)
Шуя — река на территории России, протекает по Любытинскому району Новгородской области, правобережный приток Сяси.

## География и гидрология
Исток Шуи находится в 5 км к северу от Теребутинеца. Шуя — правобережный приток Сяси, её устье расположено у деревни Мачеха, в 240 километрах от устья реки Сяси. Длина реки составляет 22 км, площадь водосборного бассейна — 78,6 км².
Рядом с рекой расположены населённые пункты: Оксово, Бор и Мачеха.
- По правому берегу в Шую впадают притоки Корчужник и Горенка[2][3].

## Данные водного реестра
По данным государственного водного реестра России относится к Балтийскому бассейновому округу, водохозяйственный участок реки — Сясь, речной подбассейн реки — Нева и реки бассейна Ладожского озера (без подбассейна Свирь и Волхов, российская часть бассейнов). Относится к речному бассейну реки Нева (включая бассейны рек Онежского и Ладожского озера).
Код объекта в государственном водном реестре — 01040300112102000018044.